# Trio avec piano de Higdon
Le Trio avec piano est une œuvre de musique de chambre de la compositrice américaine Jennifer Higdon écrite en 2003.

## Contexte et création
Jennifer Higdon compose son Trio avec piano en 2003, sur une commande du Bravo! Vail Valley Music Festival. L'œuvre cherche à représenter la couleur dans la musique, la compositrice étant souvent inspirée par des tableaux ou des paysages. Les couleurs choisies, du jaune pâle et du rouge vif permettent de représenter différentes atmosphères mais aussi différentes sensations.

## Structure
L'œuvre comprend deux mouvements :
1. Pale Yellow
2. Flery Red